# Жиздра
Жиздра (на руски: Жиздра) е град в Русия, разположен в Жиздрински район, Калужка област. Населението на града към 1 януари 2018 е 5461 души.

## География
Градът е разположен по брега на река Жиздра, на 180 км югозападно от Калуга и около 300 км на югозапад от столицата Москва.

## Население
| Година | Население |
| ------ | --------- |
| 1893   | 12 099    |
| 1897   | 6004      |
| 1959   | 5144      |
| 1970   | 5794      |
| 1979   | 5549      |
| 1989   | 5439      |
| 2002   | 5719      |
| 2010   | 5996      |
| 2018   | 5461      |